# Кьо-Танабе

Кьо́-Тана́бе (яп. 京田辺市, きょうたなべし, МФА: [kʲoː tanabe ɕi]?) — місто в Японії, в префектурі Кіото.     Отримало статус міста 1997 року. Площа становить 42,94 км². Станом на 1 жовтня 2017 року населення складало 72 493  осіб, густота населення — 1690 осіб/км².     

## Історія
Кьо-Танабе отримало статус міста 1 квітня 1997 року. Воно виникло в результаті перейменування міста Тана́бе (яп. 田辺市, たなべし, МФА: [tanabe ɕi̥]), що було утворено того самого дня.